# Dolnje Ležeče
Dolnje Ležeče – wieś w Słowenii, w gminie Divača. W 2018 roku liczyła 232 mieszkańców.